# Újpest
Újpest (tyska: Neu-Pest) är det 4:e distriktet i Budapest i Ungern. Det är beläget vid Donaus vänstra bank. Namnet Újpest betyder "Nya Pest" eftersom platsen grundades vid gränsen till Pest 1838. Újpest var en by i sex sekler fram till 1907, då platsen blev stad. 1950 införlivades staden i Storbudapest, där den blev fjärde distrikt samma år.
Fotbollsklubben Újpest FC namngavs efter platsen, eftersom den startades här 1885, och det är här som hemmamatcherna spelas.

## Distriktet
Distriktet består av sex delar. Újpest är det största, men det finns också Megyer, Káposztásmegyer, Istvántelek, Székesdűlő och norra delen av ön Népsziget.

## Historia
Isaac Lowy ägde en skofabrik som han ville flytta till Pest, men fick inte tillstånd, eftersom han var jude. 1835 beslutade han sig för att skapa en helt ny stad, och bygga fabriken där. Norr om Pest fanns en tom bit land som ägdes av Károlyi-adelsmännen. Lowy köpte landområdet; och fick rätt till religionsfrihet och självstyre, samt rätten att bedriva företag. 1838 bodde 13 judiska familjer i Újpest; och snart började även kristna flytta in.
Berömda statyer, som Wesselényimonumentet och Matthias Corvinus-monumentet har tillverkats i brons i verkstäder ägda av Alexander Matthias Beschorner från Újpest.

## Vänort
Újpest är vänort med:
- Marzahn-Hellersdorf, Berlin, Tyskland
- Chalcis, Grekland
- Tyresö, Sverige

## Berömda personer
- Julies Dessauer (född 1832), rabbin och författare.[4]
- Lipa Goldman (född 1905) chefsrabbin för Ortodoxa judiska samfundet.[5]
- Yosef Goldman intellektuell och bokhandlare.[6]
- Olivér Halassy (1909–1946), vattenpolospelare och frisimmare.[7]
- Isaac Lowy (1793–1847), ungersk företagare, Újpests grundare.[1][2]
- Alexander Rado (1899–1981), sovjetisk spion.[8]
- Ferenc Szusza[9]
- Ludwig Venetianer (1867–1922), rabbin och författare.[10]

## Bildgalleri

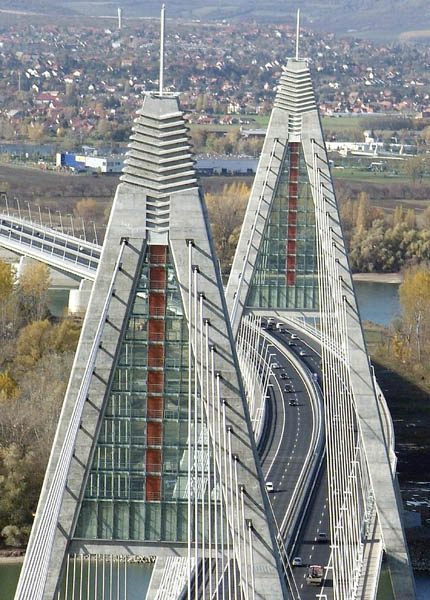
Megyeribron
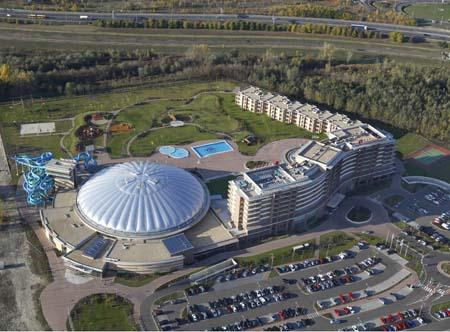
Ramada Resort Aquaworld
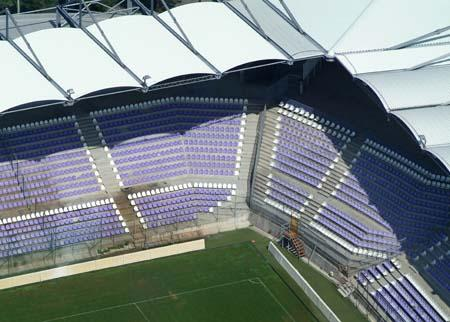
Szusza Ferencstadion
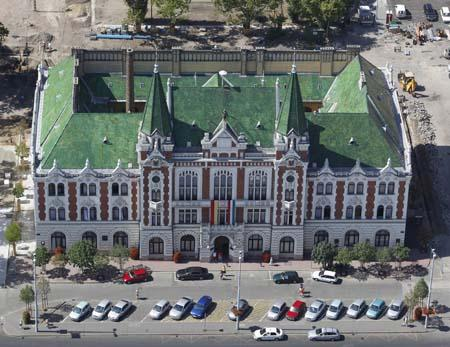
Újpests stadshus
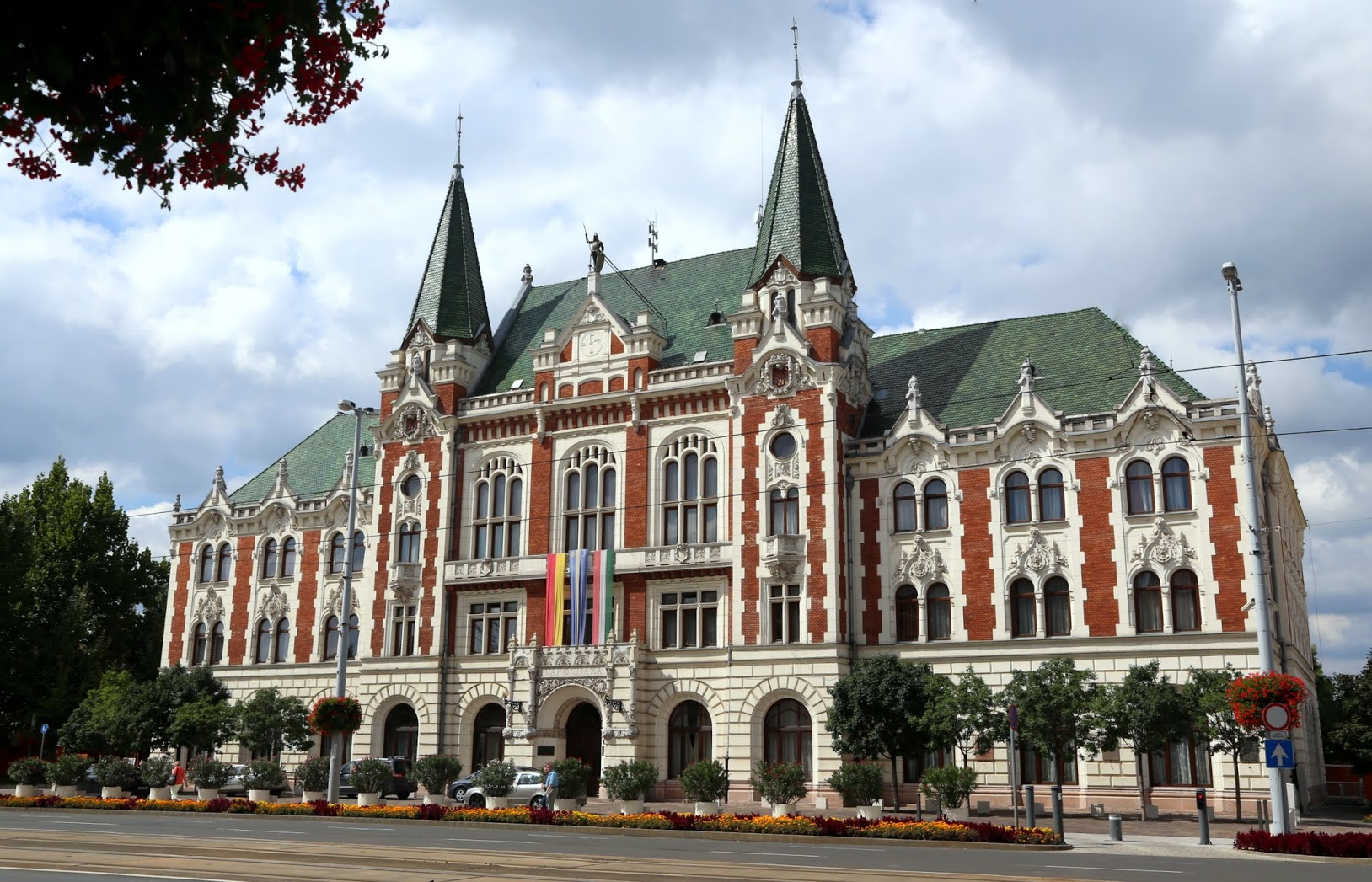
Újpests stadshus
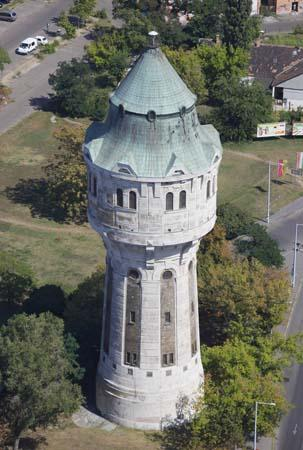
Újpests vattentorn
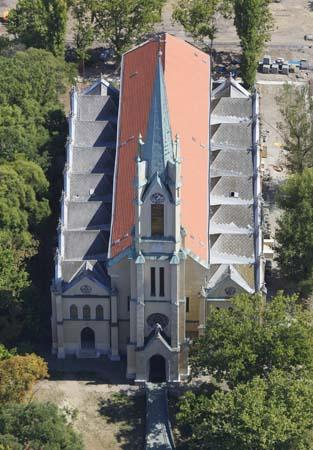
Egek Királynéja-templom, katolsk kyrka